# John Ledyard
John Ledyard (novembre 1751 - 10 janvier 1789) était un explorateur américain, né à Groton dans le Connecticut, fils aîné de John et Abigail Ledyard et neveu du colonel de l'Armée continentale William Ledyard.

## Biographie

### Jeunesse
Après la mort de son père, capitaine de la marine, provoquée par la malaria dans les Caraïbes, la famille déménage à Southold, à Long Island. Trois ans plus tard, Ledyard rejoint son grand-père à Hartford (Connecticut), où il rentre à l'école. Son grand-père meurt avant que Ledyard atteigne l'âge de 20 ans et, peut-être en raison de son libertinage, le plus gros de l'héritage revient à un de ses jeunes frères.
Ledyard rentre brièvement au Darmouth College, alors ouvert depuis seulement trois ans, le 22 avril 1772. Il le quitte deux mois, en août et septembre de la même année, sans aucune permission, pour mener une expédition, et abandonne finalement le collège en mai 1773. Il s'est notamment construit son propre canoë et a descendu le Connecticut jusqu'à la ferme de son grand-père. Finalement, il décide d'entreprendre un voyage, en tant que simple marin, voyageant jusqu'à Gibraltar, la Côte des Barbaresques et les Caraïbes. Lors de son voyage suivant, il embarque en Angleterre, puis est incité à rejoindre la Royal Navy dans l'infanterie de marine.

### La troisième expédition du capitaine Cook
En juin 1776, Ledyard rejoint la troisième et dernière expédition du capitaine James Cook comme caporal des Marines. Elle dure jusqu'en 1780. Durant ces quatre années, ses deux navires s'arrêtent aux îles Canaries, au cap de Bonne-Espérance, à l'archipel du Prince-Édouard au sud de l'Afrique du Sud, aux îles Kerguelen, en Tasmanie, en Nouvelle-Zélande, dans les îles Cook, aux Tonga, à Tahiti puis à l'archipel d'Hawaï qu'ils découvrent. Ils poursuivent l'expédition vers la cote nord-ouest de l'Amérique du Nord, faisant probablement de Ledyard le premier citoyen américain à toucher la cote occidentale de son continent, puis le long des îles Aléoutiennes et de l'Alaska jusqu'au détroit de Béring et enfin retour vers Hawaï où Cook est assassiné. Le voyage de retour se fait par le Kamtchatka, Macao et Batavia (aujourd'hui Jakarta), autour du cap de Bonne-Espérance et enfin l'Angleterre.
Toujours marin au sein de la Royal Navy, Ledyard est envoyé en Amérique du Nord pour se battre lors de la Guerre d'indépendance des États-Unis. Au lieu de cela, il déserte, retourne à Hartford et commence à écrire son journal du dernier voyage du Capitaine Cook. Il est publié en 1783, cinq ans après avoir visité Hawaï et devient le premier travail protégé par le droit d'auteur aux États-Unis (dans les faits, il est protégé par l'État du Connecticut par un acte législatif spécial  ; le droit d'auteur ne fut introduit qu'en 1790). Aujourd'hui, ce travail est annoté dans les bibliographies des livres rares comme le tout premier récit de voyage décrivant Hawaï à être publié en Amérique.

### Le commerce des fourrures
Ledyard ayant noté que les fourrures de loutre des mers de l'Amérique du nord-ouest atteignent des prix extrêmement élevés à Macao, il fait pression durant le début des années 1780 pour la formation d'une compagnie de commerce de la fourrure. Il suggère d'échanger des fourrures contre de la soie chinoise et de la porcelaine qui peuvent ensuite être vendues aux États-Unis. Bien que son partenariat avec le financier de Philadelphie Robert Morris échoue, il pose les bases d'un futur échange avec la Chine.
Ledyard quitte les États-Unis en juin 1784 pour trouver des bailleurs de fonds en Europe. À Paris, il crée un partenariat avec John Paul Jones ; pourtant, les fruits de cette aventure échouent à leur tour.

### Voyage autour du monde
À Paris, Ledyard conçoit un plan d'exploration remarquablement audacieux avec les encouragements de Thomas Jefferson, puis de l'ambassadeur américain, et le soutien financier du marquis de La Fayette, du botaniste Joseph Banks et du beau-fils de John Adams, William Smith. Jefferson suggère que Ledyard explore le continent américain en voyageant à travers la Russie, en traversant le détroit de Bering et en prenant la direction du sud à travers l'Alaska puis l'ouest-Américain jusqu'en Virginie.
Ledyard quitte Londres en décembre 1786 puis Saint-Pétersbourg en juin 1787 et passe par Moscou, Iekaterinbourg, Omsk, Tomsk, Irkoutsk et Kirensk, avant d'atteindre Iakoutsk onze mois plus tard. Il s'y arrête pour l'hiver mais retourne à Irkoutsk pour rejoindre une expédition plus importante menée par Joseph Billings, de l'expédition Cook. Pourtant, Ledyard est arrêté sur l'ordre de l'impératrice Catherine II de Russie en février 1788, renvoyé à Moscou par la route inverse puis déporté en Pologne.

### L’expédition africaine
De retour à Londres, Ledyard rencontre l'African Association puis recrute des explorateurs pour l'Afrique. Il propose une expédition depuis la mer Rouge vers l'océan Atlantique en suivant les traces du major Daniel Houghton. Il arrive à Alexandrie en août 1788, mais l'expédition met du temps à se mettre en route et Ledyard meurt d'une dose trop forte de vitriol au Caire, en Égypte, le 10 janvier 1789. Il est enterré dans une tombe anonyme.